# Superliga de Eslovaquia 2007-08
La Superliga de Eslovaquia 2007-08 fue la 15.ª edición de la Superliga eslovaca de fútbol. Participaron 12 equipos, y el Artmedia Bratislava ganó su segundo campeonato. El goleador fue Ján Novák, del MFK Košice.

## Equipos participantes
La Corgoň Liga 2007/08 consistió de los siguientes 12 equipos:
| - Dukla Banská Bystrica - Artmedia Bratislava - FC ViOn Zlaté Moravce - Slovan Bratislava - MFK Dubnica - MFK Ružomberok | - MFK Košice - AS Trenčín - FC Nitra - FC Senec - Spartak Trnava - MŠK Žilina |

## Tabla de posiciones
| Pos | Equipo                   | PJ | PG | PE | PP | GF | GC | DG  | Pts |
| --- | ------------------------ | -- | -- | -- | -- | -- | -- | --- | --- |
| 1   | FC Artmedia Bratislava   | 33 | 27 | 3  | 3  | 77 | 30 | +47 | 84  |
| 2   | MŠK Žilina               | 33 | 22 | 7  | 4  | 75 | 30 | +45 | 73  |
| 3   | FC Nitra                 | 33 | 17 | 6  | 10 | 40 | 26 | +14 | 57  |
| 4   | FC Spartak Trnava        | 33 | 15 | 7  | 11 | 52 | 40 | +12 | 52  |
| 5   | ŠK Slovan Bratislava     | 33 | 15 | 6  | 12 | 46 | 37 | +9  | 51  |
| 6   | MFK Košice               | 33 | 13 | 6  | 14 | 45 | 44 | +1  | 45  |
| 7   | MFK Ružomberok           | 33 | 10 | 14 | 9  | 46 | 43 | +3  | 44  |
| 8   | FK Dukla Banská Bystrica | 33 | 10 | 9  | 14 | 41 | 37 | +4  | 39  |
| 9   | MFK Dubnica              | 33 | 7  | 12 | 14 | 34 | 53 | -19 | 33  |
| 10  | FC Senec                 | 33 | 6  | 10 | 17 | 30 | 53 | -23 | 28  |
| 11  | FC ViOn Zlaté Moravce    | 33 | 6  | 7  | 20 | 22 | 66 | -44 | 25  |
| 12  | FK AS Trenčín            | 33 | 3  | 7  | 23 | 26 | 77 | -51 | 16  |

|  | Clasificado a la segunda ronda de clasificación de la Liga de Campeones de la UEFA 2008-09 |
|  | Clasificado a la primera ronda de clasificación de la Copa de la UEFA 2008-09              |
|  | Clasificado a la primera ronda de la Copa Intertoto de la UEFA 2008                        |
|  | Descendido a la Primera Liga de Eslovaquia                                                 |

PJ = Partidos jugados; PG = Partidos ganados; PE = Partidos empatados; PP = Partidos perdidos; GF = Goles a favor; GC = Goles en contra; DG = Diferencia de gol; Pts = Puntos

## Goleadores
| #  | Jugador         | Goles | Equipo             |
| -- | --------------- | ----- | ------------------ |
| 1  | Ján Novák       | 17    | MFK Košice         |
| 2  | Juraj Halenár   | 16    | Artmedia Petržalka |
| 3  | Peter Štyvar    | 15    | MŠK Žilina         |
| 4  | Mário Breška    | 14    | MŠK Žilina         |
| 5  | Mouhamadou Seye | 13    | MFK Dubnica        |
| 6  | Ján Kozák       | 11    | Artmedia Petržalka |
| 7  | Marek Bakoš     | 10    | MFK Ružomberok     |
| 8  | Ivan Lietava    | 10    | MŠK Žilina         |
| 8  | Admir Vladavić  | 10    | MŠK Žilina         |
| 10 | Jaroslav Kolbas | 10    | MFK Košice         |